# Brosza

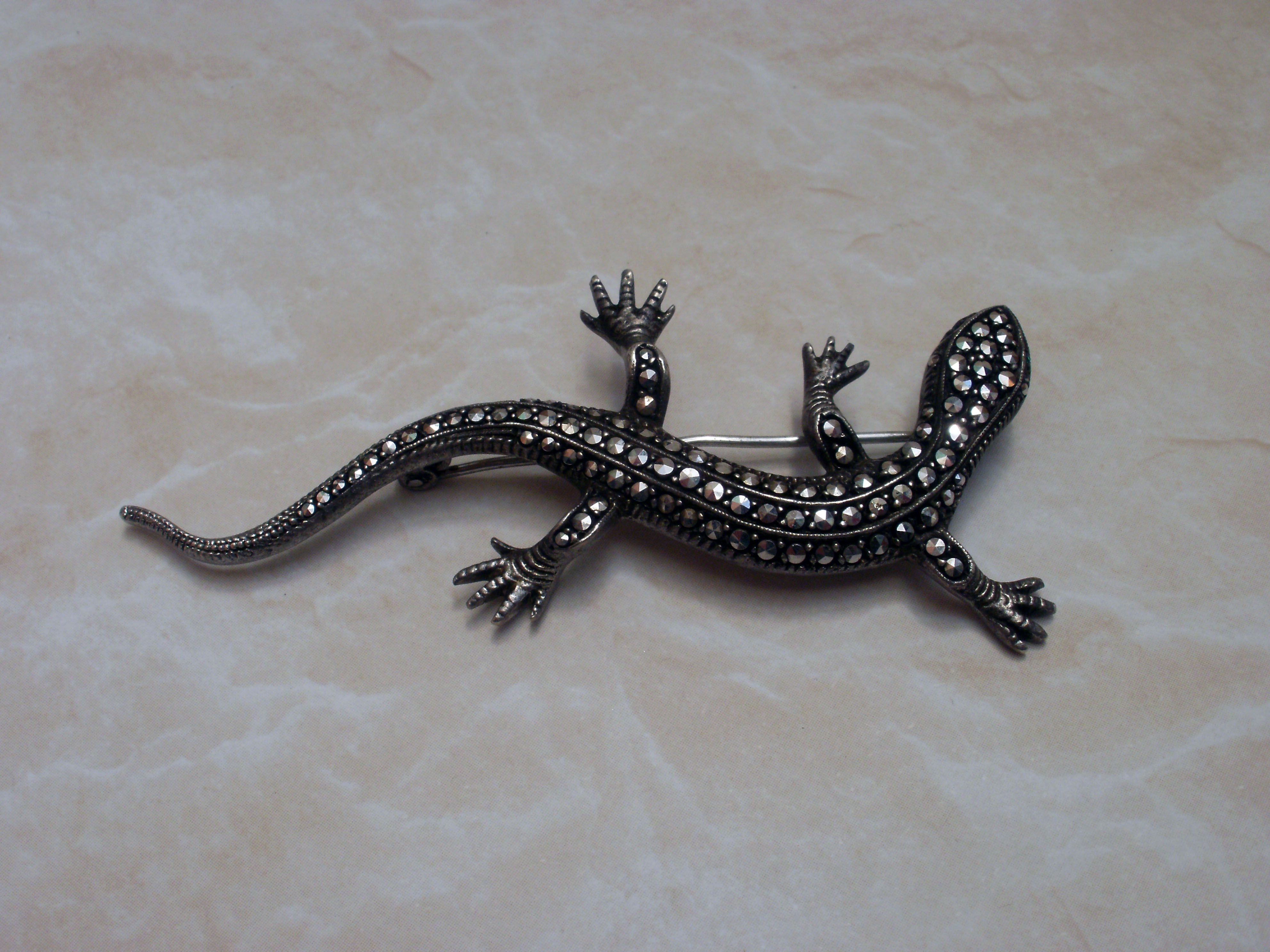
Srebrna broszka w kształcie jaszczurki

Złota broszka

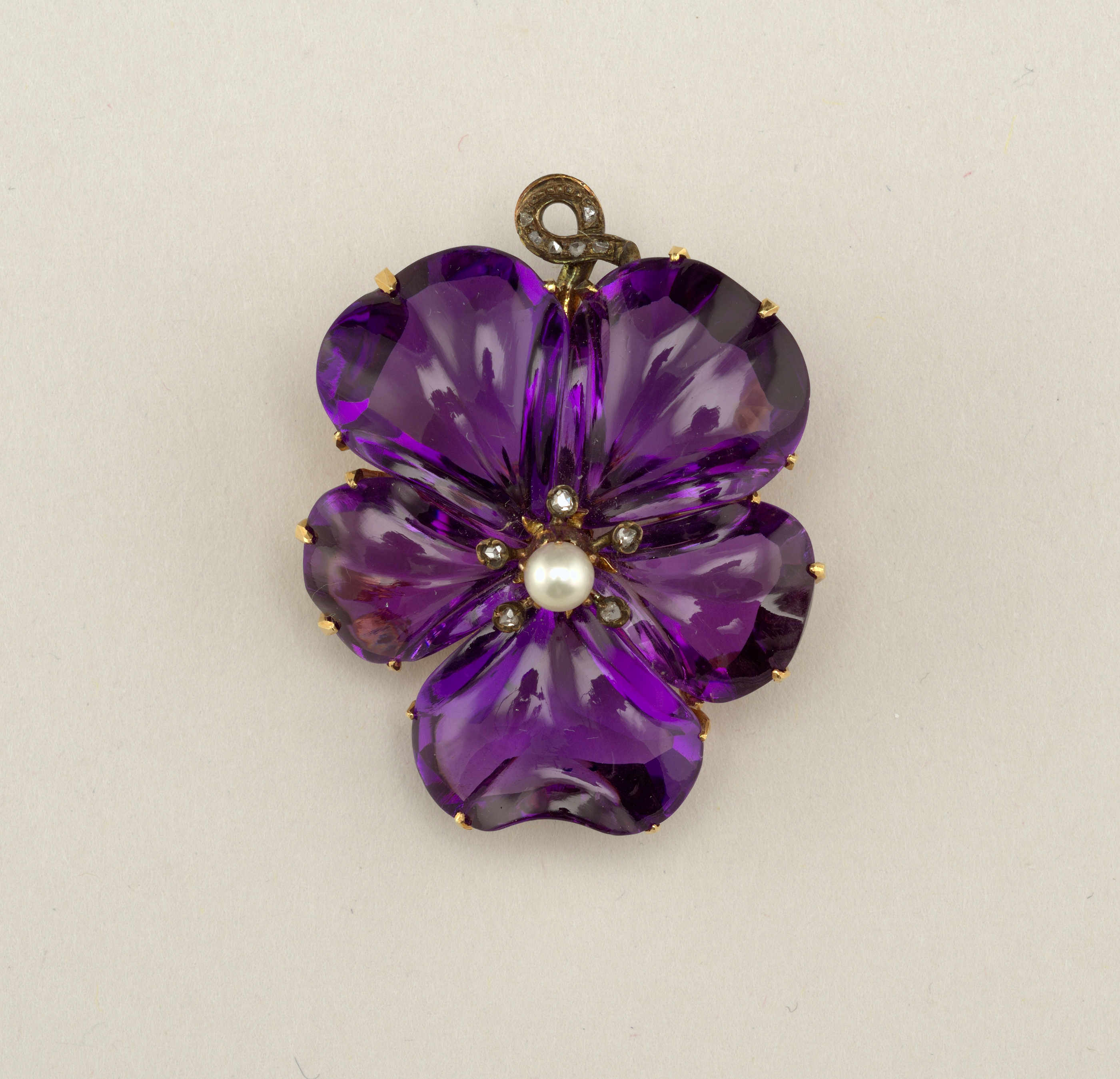
Broszka z ametystami

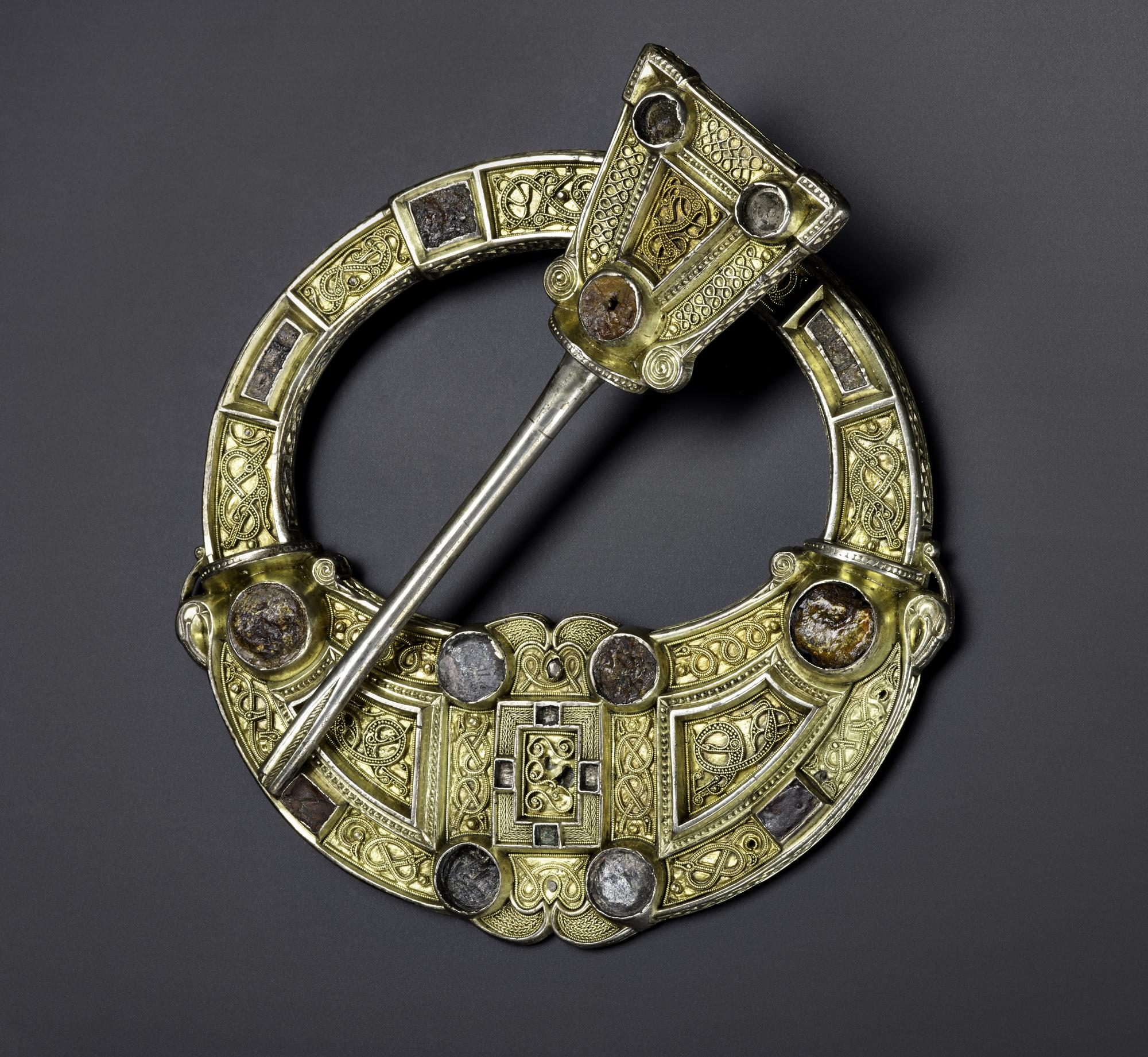
Zabytkowa brosza z Hunterston, VII lub VIII w.

Brosza, broszka – rodzaj biżuterii, ozdoba, współcześnie noszona niemal wyłącznie przez kobiety. Umocowana od dołu szpilka służy przyczepianiu broszki do ubrań oraz sczepianiu poszczególnych części ubrania. Broszki mają różne kształty: od prostych, owalnych do fantastycznie powyginanych. Także wielkości tych ozdób są zróżnicowane.

Brosza była popularna już w starożytnej Grecji i Rzymie (fibula). Brosze noszono w średniowieczu, ale najchętniej używano ich w XVII i XVIII wieku. W XIX wieku rozpowszechniły się broszki zdobione kameami.

## Historia
Historia  broszki sięga epoki brązu. Początkowo pełniła funkcję typowo praktyczną – pozwalała spinać ubrania. Broszki wytwarzano z materiałów naturalnych (m.in. z muszli, kości, drewna oraz kamienia). Około 1500 r. p.n.e. w na terenie współczesnej Italii używano jednoczęściowych broszek z brązu, w których szpila i kabłąk były jednym elementem. W północnej Europie rozpowszechniły się wtedy elementy dwuczęściowe. Około 1100 r. p.n.e. ozdoba stała się popularna na terenie Europy środkowej. 
Z czasem broszka przeszła dużą metamorfozę – zaczęto przyozdabiać ją kamieniami i metalami szlachetnymi. W krajach germańskich broszki przybrały wyszukane kształty (m.in. zwierząt, łuków czy łodzi). XV wieku ten drobny detal zaczęto zdobić szafirami, diamentami i rubinami. W tym czasie broszka stała się wyznacznikiem bogactwa, a arystokratki i arystokraci nosili ją, aby podkreślić swój wysoki stan społeczny.

## Broszka wiktoriańska
W epoce wiktoriańskiej zaczęto wytwarzać nowy model broszki ze zdejmowanymi elementami. Ozdoba miała kształt kropelki. W tym czasie produkowano również broszki na indywidualne zamówienie, które stawały się pamiątkami z życia noszących je osób.
Wytwórcy, oprócz drogich brosz ze szlachetnych metali, zaczęli tworzyć tańsze ozdoby pozłacane i posrebrzane. Dzięki temu broszki zaczęli wtedy nosić także mniej zamożni użytkownicy.

## Broszka w stylu secesyjnym
W XIX wieku modny stał się styl secesyjny. Jego wyznaczniki nie ominęły świata biżuterii. Delikatne broszki wiktoriańskie zostały wtedy zastąpione przez cięższe ozdoby metalowe. Francuski jubiler Georges Frederic Strass zaprojektował serię broszek ze sztucznymi kamieniami imitującymi diamenty, rubiny i szafiry, po które chętnie zaczęła sięgać klasa aspirująca.
Za słynną miłośniczkę broszek uznaje się angielską królową Wiktorię. Jej biżuteria słynęła z wyszukanego charakteru i misternych zdobień przypominających małe dzieła sztuki. Broszki wpisały się także w wizerunek Coco Chanel. Projektantka nosiła modele wykonane ze srebra.